# توري لهين
توري لهين (Tuure Lehén؛ يامسا، 28 أبريل 1893 - 12 أكتوبر 1976) شيوعي فنلندي شغل منصب وزير الشؤون الداخلية في حكومة جمهورية فنلندا الشعبية التي فرضها الاتحاد السوفيتي في ديسمبر كانون الأول عام 1939.
يأتي في المرتبة الأولى على الساحة من خلال كتابة النصوص على يد الغوغاء وتكتيكات القتال الإضراب، وعام 1926 تزوج هرتا كوسينن. بعد الحرب العالمية الثانية أصبح لواء في الجيش الأحمر.